# Płetwa (Lipówki)

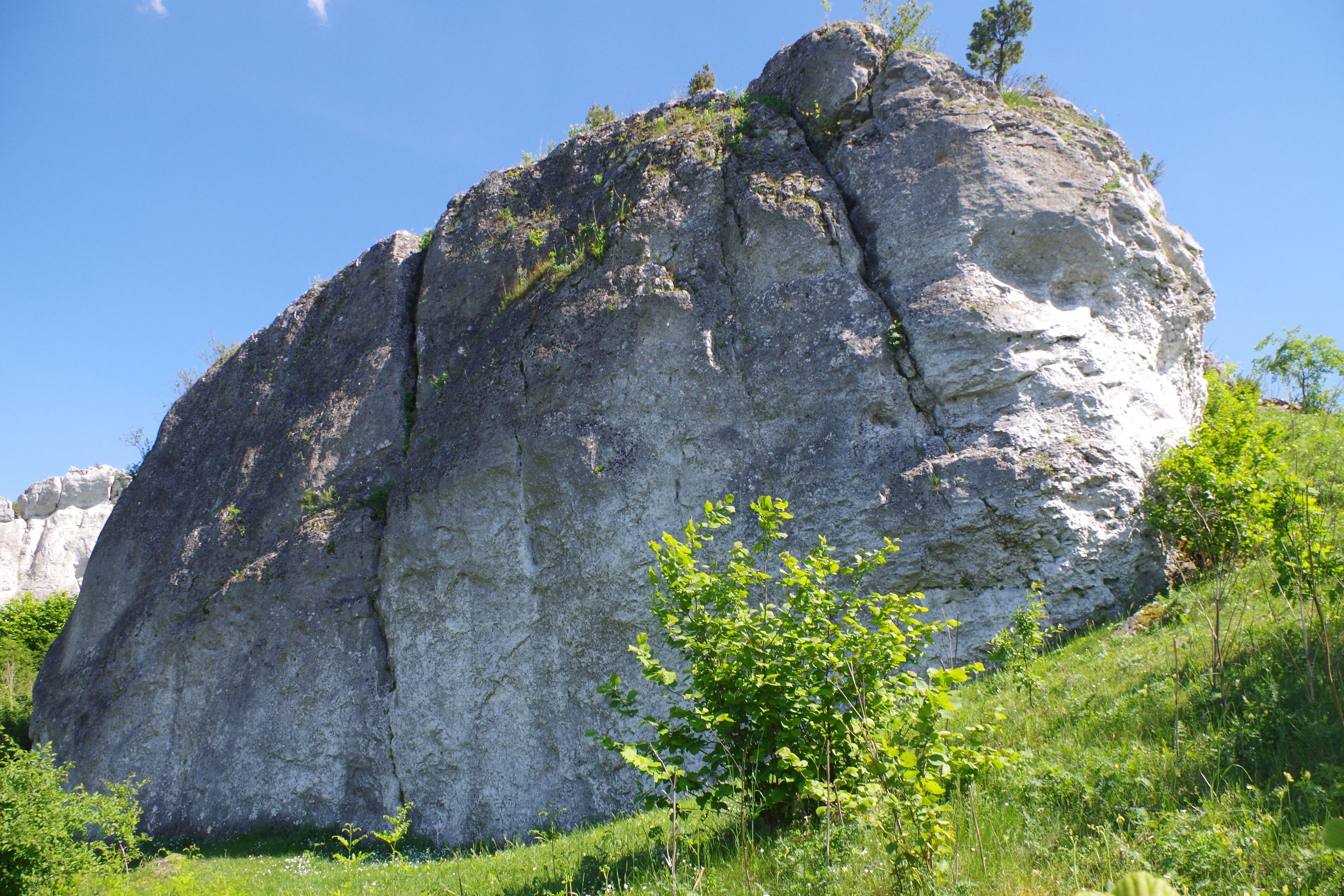
Płetwa od północnego zachodu

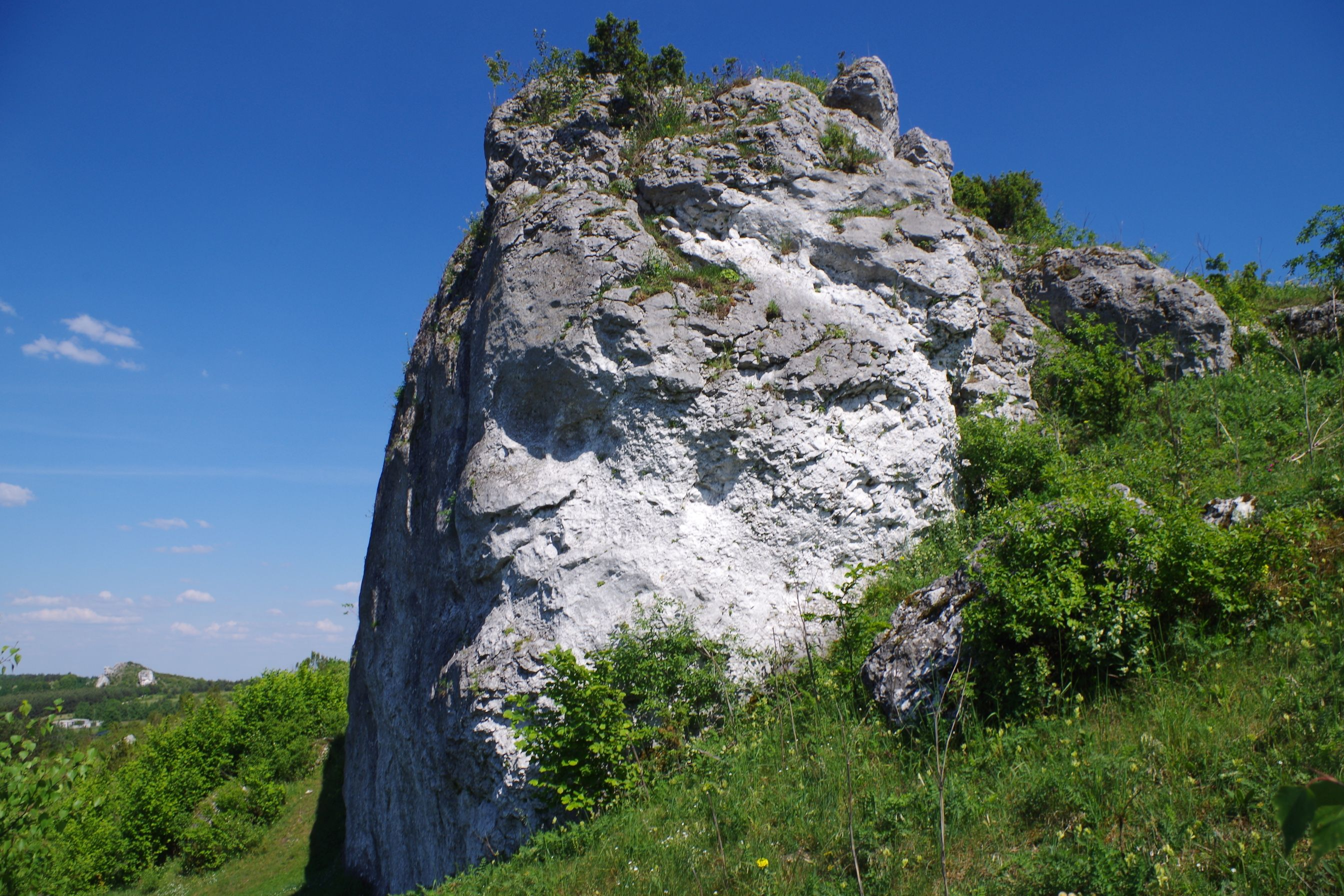
Płetwa od południowego zachodu

Płetwa – skała na wzgórzu Lipówki na Wyżynie Częstochowskiej, w południowo-wschodniej części miejscowości Olsztyn w województwie śląskim, w powiecie częstochowskim, w gminie Olsztyn. Wraz ze skałami Urwista Turnia i Podcięta Turnia tworzy zwartą grupę skalną w północno-wschodniej części wzgórza. Wszystkie skały znajdują się na terenie otwartym.

## Drogi wspinaczkowe
Zbudowana z wapieni skała ma wysokość 10–17 m i budowę płytową. Ma połogie, pionowe lub przewieszone ściany z filarem. Wspinacze poprowadzili na niej 13 dróg wspinaczkowych o trudności od V do VI.4 w skali Kurtyki. Mają wystawę północno-zachodnią lub zachodnią. Na większości dróg zamontowano stałe punkty asekuracyjne: ringi (r) i stanowiska zjazdowe (st).

1. Trawers Płetwy; IV, 5r + st (nie wystarczą same ekspresy)
2. Cudna; VI.1, 4r + st
3. Stara droga; VI+, 4r + st
4. Solówka; VI.2+, 4r + st
5. Marionetka; VI.1+, 4r + st
6. Laleczka; VI.1+, 4r + st
7. Przez krzyż; V+
8. Solówka życia; VI.3, 3r + st
9. Operacja Barbarossa; VI.3, 3r + st (droga szczególnie polecana)
10. Pojedynek w cieniu; VI.3, 4r + st
11. Baz kompromisow panowie; VI.4, 3r + st
12. Rysa Płetwy; VI, st (nie wystarczą same ekspresy)
13. Płytka Płetwa; V, st (nie wystarczą same ekspresy)[2].